# C9orf78
C9orf78 (англ. Chromosome 9 open reading frame 78) – білок, який кодується однойменним геном, розташованим у людей на короткому плечі 9-ї хромосоми. Довжина поліпептидного ланцюга білка становить 289 амінокислот, а молекулярна маса — 33 688.
| 10         |  | 20         |  | 30         |  | 40         |  | 50         |
| ---------- |  | ---------- |  | ---------- |  | ---------- |  | ---------- |
| MPVVRKIFRR |  | RRGDSESEED |  | EQDSEEVRLK |  | LEETREVQNL |  | RKRPNGVSAV |
| ALLVGEKVQE |  | ETTLVDDPFQ |  | MKTGGMVDMK |  | KLKERGKDKI |  | SEEEDLHLGT |
| SFSAETNRRD |  | EDADMMKYIE |  | TELKKRKGIV |  | EHEEQKVKPK |  | NAEDCLYELP |
| ENIRVSSAKK |  | TEEMLSNQML |  | SGIPEVDLGI |  | DAKIKNIIST |  | EDAKARLLAE |
| QQNKKKDSET |  | SFVPTNMAVN |  | YVQHNRFYHE |  | ELNAPIRRNK |  | EEPKARPLRV |
| GDTEKPEPER |  | SPPNRKRPAN |  | EKATDDYHYE |  | KFKKMNRRY  |  |            |

A: Аланін

C: Цистеїн

D: Аспарагінова кислота

E: Глутамінова кислота

F: Фенілаланін

G: Гліцин

H: Гістидин

I: Ізолейцин

K: Лізин

L: Лейцин

M: Метіонін

N: Аспарагін

P: Пролін

Q: Глутамін

R: Аргінін

S: Серин

T: Треонін

V: Валін

Кодований геном білок за функцією належить до фосфопротеїнів. 